# Weird Science
Weird Science is een sciencefictionkomedie uit 1985 van regisseur John Hughes, die het verhaal van de film zelf schreef. Het centrale idee is gebaseerd op Al Feldsteins verhaal  'Made of the Future' , uit het vijfde deel van de comicreeks Weird Science (EC Comics).

## Verhaal
De twee puberjongens Gary Wallace (Anthony Michael Hall) en Wyatt Donnelly (Ilan Mitchell-Smith) hebben moeite om zich staande te houden. Op de middelbare school worden ze buitengesloten en vernederd en ze weten zich ook geen houding te geven tegenover meisjes. Ze zijn heimelijk verliefd op de cheerleaders Deb en Hilly, maar deze meisjes zijn al bezet wat de jongens ook weer in de problemen brengt. Om het nog moeilijker te maken hebben ze het ook nog aan de stok met Wyatts sadistische macho broer Chet (Bill Paxton). Door het gebrek aan echte vrouwelijke aandacht leven Gary en Wyatt zich samen uit op de computer.
Wanneer de ouders van Wyatt een weekend weg zijn blijft Gary slapen en nadat ze de film  Frankenstein uit 1931 hebben gezien besluit Gary dat ze hun populariteit kunnen opkrikken door zelf een virtuele droomvrouw te creëren. Ze beginnen een experiment. Ze sluiten een pop aan op elektrodes, scannen plaatjes van vrouwen in hun computer en zetten BH’s op hun hoofd. Door een computerhack weten ze extra hoogspanning te creëren. Plotseling verschijnt hun droomvrouw Lisa (Kelly LeBrock) inderdaad in de kamer. Ze blijkt ook te kunnen toveren. Ze tovert een roze Cadillac Eldorado en rijdt met de jongens naar een kroeg in Chicago. Haar toverkracht zorgt er ook voor dat de jongens voor volwassenen worden aangezien.
Terug in huis ziet Lisa hoe de jongens door Chet worden aangepakt. Later in een winkelcentrum worden ze nogmaals vernederd door de vriendjes van Deb en Hilly. Lisa besluit dat de jongens meer zelfvertrouwen en status nodig hebben. Ze grijpt in door door deze macho’s te vertellen over een gaaf feest dat bij Wyatt thuis gehouden gaat worden. Om extra indruk te maken rijdt ze er vandoor in een Porsche 928.
Het feest loopt uit de hand en Gary en Wyatt weten zich totaal geen houding te geven. Ze laten zich onder druk zetten door Ian en Max (de vriendjes van Deb en Hilly) om nog zo’n droomvrouw te maken. Lisa spreekt hen toe dat ze hun vaardigheden niet mogen verspillen om indruk te maken op hun kwelgeesten. Bovendien zijn ze vergeten om de pop aan te sluiten en de elektroden blijken tot hun schrik op een tijdschrift over wapens te liggen. Een levensgrote ballistische raket verschijnt in het huis en steekt door alle verdiepingen heen. Intussen verschijnen de grootouders van Wyatt, maar Lisa bevriest hen en verstopt ze in een kast.
Om de jongens meer zelfvertrouwen te geven creëert ze een groep gemuteerde motorrijders om het feest te verstoren. De jongens vluchten eerst, maar als Deb en Hilly gegijzeld worden gaan ze toch de confrontatie aan. De motorrijders vertrekken en vanaf nu is de liefde tussen Wyatt & Gary en Deb & Hilly wederzijds. De volgende ochtend treft Chet het huis zwaar beschadigd aan. De jongens brengen hun liefjes naar huis en als ze terugkomen treffen ze Chet, getransformeerd tot een vreemd monster, in gesprek met Lisa. Chet excuseert zich voor zijn gedrag en belooft beterschap. Lisa heeft haar doel bereikt en vertrekt. Het huis herstelt zich weer, de grootouders ontdooien en Chet wordt weer normaal. Het lijkt alsof er nooit iets is gebeurd en de ouders van Wyatt komen thuis. Later duikt Lisa op in de school van Wyatt en Gary als hun nieuwe gymlerares.

## Rolverdeling
| Acteur               | Personage                                                           |
| -------------------- | ------------------------------------------------------------------- |
| Anthony Michael Hall | Gary Wallace                                                        |
| Ilan Mitchell-Smith  | Wyatt Donnelly                                                      |
| Kelly LeBrock        | Lisa                                                                |
| Bill Paxton          | Chet Donnelly                                                       |
| Suzanne Snyder       | Deb                                                                 |
| Judie Aronson        | Hilly                                                               |
| Robert Rusler        | Max                                                                 |
| Robert Downey jr.    | Ian (als Robert Downey)                                             |
| Vernon Wells         | "Lord General"                                                      |
| Michael Berryman     | Mutant motorrijder                                                  |
| Britt Leach          | Al Wallace                                                          |
| Barbara Lang         | Lucy Wallace                                                        |
| Ivor Barry           | Henry Donnelly (opa van Wyatt en Chet)                              |
| Ann Coyle            | Carmen Donnelly (oma van Wyatt en Chet) (als Anne Bernadette Coyle) |
| Doug MacHugh         | Wyatts vader                                                        |
| Pamela Gordon        | Wyatts moeder                                                       |
| John Kapelos         | Dino                                                                |
| Jennifer Balgobin    | Motorrijder meisje                                                  |
| Jeff Jensen          | "Metal Face"                                                        |
| D'Mitch Davis        | Barman                                                              |
| Jill Whitlow         | Parfum verkoopster                                                  |
| Kym Malin            | Pianiste op feestje                                                 |

## Verwijzingen
De schoolscènes werden opgenomen op de Niles East High School in Skokie (Illinois) waar ook de films Risky Business en Sixteen Candles werden gefilmd. Anthony Michael Hall (Gary) speelde eerder in Sixteen Candles en The Breakfast Club die (net als Weird Science) beide door John Hughes geregisseerd waren. Hall verzint in Weird Science tijdens een gesprek een niet bestaand vriendinnetje dat in Canada zou wonen. In The Breakfast Club deed hij als Brian exact hetzelfde.
Tijdens de inval door de mutant bikers komen twee bikers naar voren die min of meer een karakter uit eerdere films spelen. Vernon Wells uit Mad Max 2 en Michael Berryman uit The Hills Have Eyes. Deze acteurs hebben hun uiterlijk nauwelijks aangepast.
Volgens een gerucht zou het karakter Lisa vernoemd zijn naar de Apple Lisa die twee jaar eerder op de markt was gekomen. De film speelt zich af in Shermer, dat een verwijzing is naar het geboortedorp van de regisseur, Northbrook dat ook wel Shermerville werd genoemd.

## Serie
Er verscheen in 1994 een gelijknamige televisieserie gebaseerd op de film Weird Science. Deze hield het 88 afleveringen, verdeeld over vijf seizoenen, vol. De hoofdpersonages werden in de serie gespeeld door Vanessa Angel (Lisa), John Mallory Asher (Gary), Michael Manasseri (Wyatt) en Lee Tergesen (Chet).